# 스투 라일리
스투 라일리(1963년 8월 19일 ~ )은 미국의 배우이다.

## 출연작

### 영화
- 2010년 《킥애스: 영웅의 탄생》 - 스투 역

### 드라마
- 2014년《고담》